# تپه اورد اردشیر (۲)
تپه آورد اردشیر (۲) در شهرستان قزوین، بخش مرکزی، روستای گلچین واقع شده و این اثر در تاریخ ۲۵ اسفند ۱۳۸۰ با شمارهٔ ثبت ۵۶۰۳ به‌عنوان یکی از آثار ملی ایران به ثبت رسیده است.